# FC Den Bosch
Football Club Den Bosch (wym. [ˈɛf ˈseː dɛmˈbɔs] – holenderski klub piłkarski mający siedzibę w mieście ’s-Hertogenbosch, obecnie grający w Eerste divisie.
Klub został założony 18 sierpnia 1965 jako FC Den Bosch/BVV. Jest on sukcesorem klubów BVV (1906) oraz Wilhelminy (1890). Domowe mecze FC Den Bosch rozgrywa na stadionie De Vliert, który może pomieścić 9 tysięcy widzów. Najbardziej znanym graczem w historii klubu jest jego wychowanek Ruud van Nistelrooy.
W 2005 roku klub zajął ostatnie miejsce w Eredivisie i spadł do drugiej ligi, w której gra do dziś.

## Sukcesy
- Mistrzostwo Holandii: 1947 (jako BVV)
- Mistrzostwo Eerste Divisie: 1966, 1971, 1999, 2001, 2004
- Finał Pucharu Holandii: 1991

## Trenerzy
- Ben Tap (1965–1970)
- Jan Remmers (1970–1974)
- Nol de Ruiter (1974–1976)
- Ad Zonderland (1976–1978)
- Rinus Gosens (1979–1980)
- Ad Zonderland (1980)
- Hans Verèl (1981–1984)
- Rinus Israël (1984–1986)
- Theo de Jong (1986–1989)
- Rinus Israël (1989–1990)
- Hans van der Pluym (1990–1995)
- Chris Dekker (1995–1996)
- Kees Zwamborn (1996–1998)
- Martin Koopman (1998–2000)
- Mark Wotte (2000)
- André Wetzel oraz Jan van Grinsven (2000)
- Jan Poortvliet (2000–2001)
- Wiljan Vloet (2001–2002)
- Gert Kruys (2002–2004)
- Henk Wisman (2004–2005)
- Jan van Grinsven, Fred van der Hoorn oraz Wim van der Horst (2005)
- Theo Bos (2005–2009)
- Jan van Grinsven, Fred van der Hoorn oraz Wim van der Horst (2009)
- Marc Brys (2009–10)
- Alfons Groenendijk (2010–2012)
- Jan Poortvliet (2012–2013)
- Ruud Kaiser (2013–2015)
- René van Eck (2015–2016)
- Wiljan Vloet (2016–2017)
- Wil Boessen (2017–2019)
- Erik van der Ven oraz Paul Beekmans (2019)
- Erik van der Ven (2019–2021)[1][2]
- William van Overbeek oraz Paul Verhaegh (2021)
- Jack de Gier (2021–2023)[3][4]
- William van Overbeek (2023)
- Tomasz Kaczmarek (2023–obecnie)[5][6]